# Штанга насосна

Рис. 1. Насосна штанга і її з’єднувальна муфта.

Штанга насосна (англ. sucker rod) — металевий (сталевий) стержень круглого перерізу, що використовується як з'єднувальна ланка у вигляді колони таких же стержнів між наземним приводом (верстатом-качалкою) та свердловинним насосом для передачі зворотно-поступального руху від головки балансира верстата-качалки до плунжера свердловинного штангового (плунжерного) насоса.

## Загальний опис
Під час відпомповування високов'язкої (понад 500 мПа•с) видобувної нафти спостерігається явище «зависання» штанг — відставання спадного руху колони насосних штанг від руху головки балансира верстата-гойдалки.
Колоною насосних штанг називається стрижнева конструкція, яка пов’язує наземний привід штангової свердловинної насосної установки (верстат-качалку) з плунжером глибинного штангового насоса і повідомляє йому зворотно-поступальний рух, котрий відповідає характеру руху головки балансира наземного привода. При цьому на плунжер також передається зусилля певної величини, котрого повинно вистачати для підйому колони рідини на земну поверхню. Колона насосних штанг має значну довжину і характеризується великою (на декілька порядків) різницею між її діаметральними та поздовжніми розмірами. Зазвичай колона насосних штанг складається з окремих елементів – насосних штанг.
Колона насосних штанг має кілька ступенів штанг різного діаметра. Дає змогу зменшити металомісткість і навантаження на верстат-гойдалку за умови збереження її міцності (у верхній частині — штанги найбільшого діаметра). Використовують одно-, дво- і триступінчасті колони штанг.
Насосні штанги виготовляються зі сталей різних марок. Для підвищення міцності матеріалу штанг вони піддаються термічній обробці (нормалізації) та обробці струмами високої частоти для зміцнення їхньої поверхні.
Виготовляють штанги діаметром 12, 16, 19, 22 і 25 мм, довжиною 8 м, допускається випуск штанг довжиною 7,5 м у кількості не більше ніж 8% від числа штанг довжиною 8000 мм. Крім таких штанг, для підбору необхідної довжини підвіски виготовляються вкорочені штанги довжиною 1,0; 1,2; 1,5; 2,0 і 3,0 м.
Для з'єднання штанг однакових розмірів застосовують з’єднувальні муфти (рисунок 1, б), а для штанг різних розмірів – перехідні. Муфти кожного типу виготовляються двох виконань: з лисками під ключ; без лисок.
Муфти виготовляються зі сталі марки 40 і піддаються поверхневому загартуванню ТВЧ.
На промисел штанги постачаються з муфтами, щільно нагвинченими на один кінець. Відкрите різьблення штанги й муфти закривається спеціальними ковпачками або пробками.
Кожну штангу маркують на двох протилежних сторонах квадрата: на одній наносять товарний знак чи умовну позначку підприємства-виготовлювача й умовний номер плавки, а на іншій – марку сталі, рік випуску, квартал і технологічне маркування підприємства-виготовлювача. Штанга, оброблена ТВЧ, маркірується на третій стороні кожного квадрата буквою Т.
Визначальними факторами при виборі колони насосних штанг для звичайних умов є максимальне навантаження на штанги та можливі коливання навантаження. Для швидкого і правильного вибору штангових колон варто користуватись таблицями й спеціальними номограмами.
Діаметр насосних штанг і групу міцності підбирають з урахуванням глибини підвіски насосу. При глибині підвіски понад 1000-1200 м для полегшення власної ваги насосних штанг варто застосовувати колони, котрі складені з декількох секцій різних діаметрів: верхня діаметром найбільшої величини, інші – менших.
Для штанг, що виконані із декількох секцій, їхню довжину знаходять за спеціальними таблицями, в яких відповідно до марки сталі, з якої виготовлені насосні штанги, діаметра плунжера та глибини роботи штангового насоса підбирається потрібна комплектація колони.

## Навантаження на насосні штанги
Навантаження на насосні штанги (англ. loads on sucker rods; нім. Belastungen f pl auf die Pumpenstangen) — сума навантажень на насосні штанги. Розрізняють вібраційні, динамічні, статичні, інерційні, екстремальні та ін. навантаження.

### Різновиди навантажень
Навантаження на насосні штанги вібраційні (англ. vibration loads on sucker rods; нім. Vibrationsbelastungen f pl auf die Pumpenstangen) — навантаження, які зумовлені власними коливаннями (вібраціями) в штангах під дією ударного прикладання і зняття гідростатичного навантаження (див. навантаження на насосні штанги статичні) на плунжер (від ваги стовпа рідини) протягом подвійного ходу (вверх і вниз).
Навантаження на насосні штанги динамічні (англ. dynamic loads on sucker rods; нім. dynamische Belastungen f pl auf die Pumpenstangen) — сума інерційних і вібраційних навантажень на насосні штанги.
Навантаження на насосні штанги екстремальні (англ. extreme loads on sucker rods; нім. extremale Belastungen f pl auf die Pumpenstangen) — навантаження, максимальні при ході штанг вгору і мінімальні при ході вниз.
Навантаження на насосні штанги інерційні (англ. mass (inertial) loads on sucker rods; нім. Trägheitsbelastungen f pl auf die Pumpenstangen) — навантаження, які зумовлені прискоренням колони штанг у верхній і нижній мертвих точках та інерцією стовпа рідини в момент початку її руху.
Навантаження на насосні штанги статичні (рос. нагрузки на насосные штанги статические; англ. static [dead, permanent] loads on sucker rods; нім. statische Belastungen f pl auf die Pumpenstangen) — навантаження, які зумовлені вагою штанг у рідині і вагою стовпа рідини.